# Tần Lãng
Tần Lãng (chữ Hán: 秦朗), tự Nguyên Minh, tên lúc nhỏ là A Tô, người quận Tân Hưng, con nuôi của quyền thần Tào Tháo nhà Đông Hán, tướng lãnh, sủng thần của Tào Ngụy Minh đế.

## Cuộc đời và sự nghiệp
Cha Lãng là Tần Nghi Lộc, vốn là bộ tướng của Lữ Bố, bỏ Bố đi theo Viên Thuật. Mẹ Lãng là Đỗ thị bị chồng bỏ lại ở Hạ Bi; Tào Tháo đánh bại Lữ Bố, nạp Đỗ thị làm thiếp. Sau khi Thuật thất bại, Nghi Lộc quy hàng Tào Tháo, được làm Chí trưởng . Đến khi Lưu Bị ly khai Tào Tháo, Nghi Lộc đi theo Trương Phi, rồi lại hối hận muốn quay về, nên bị Phi giết chết. Lãng từ bé phải theo mẹ vào ở trong tướng phủ của Tào Tháo, rất được Tháo yêu mến .
Lãng trưởng thành thì du ngoạn khắp nơi, cho đến hết đời Tào Ngụy Văn đế vẫn không có quan chức gì. Sau khi Minh đế lên ngôi, Lãng được làm Nội quan, Kiêu kỵ tướng quân, Cấp sự trung, luôn kề cận hoàng đế. Lãng ở chức không hề can ngăn hoàng đế, không tiến cử hiền tài, mà lại được yêu mến tín nhiệm, ban thưởng rất nhiều, xây nhà lớn trong kinh thành. Người đời biết rõ Lãng không có tài cán, nhưng ông được gần gũi hoàng đế, nên thường tặng biếu quà cáp cho ông, càng khiến ông trở nên giàu có, không kém gì công hầu .
Năm 233, Lãng nhận lệnh đem quân trấn áp thủ lĩnh người Tiên Ti là Bộ Độ Căn, kẻ địch chạy lên Mạc Bắc. Tháng 10 ÂL, thủ lĩnh dưới quyền Bộ Độ Căn là bọn Đái Hồ A Lang Nê đến Tịnh Châu xin hàng, Lãng đưa quân về .
Cuối năm 238, Minh đế bệnh nặng, ban đầu lấy Lãng cùng bọn Yên vương Tào Vũ làm phụ chánh, sau đó lại nghe lời gièm của bọn cận thần Lưu Phóng, Tôn Tư, miễn quan chức của bọn Lãng. Phóng, Tư dựa vào chiếu thư, ép buộc bọn Lãng rời hoàng cung quay về nhà .
Không rõ hậu sự của Lãng. Con Lãng là Tần Tú, tính cương trực, làm đến Bác sĩ nhà Tây Tấn .

## Khảo chứng
1. ^  Trần Thọ trước, Bùi Tùng Chi chú – Tam quốc chí quyển 3, Ngụy thư 3 – Minh đế kỷ dẫn Tôn Thịnh – Ngụy thị xuân thu: Lãng tự Nguyên Minh, người Tân Hưng.
2. ^  Trần Thọ trước, Bùi Tùng Chi chú – Tam quốc chí quyển 3, Ngụy thư 3 – Minh đế kỷ dẫn Khuyết danh – Hán Hiến đế truyện: Cha Lãng tên là Nghi Lộc, làm sứ giả của Lữ Bố đến gặp Viên Thuật, Thuật gả cho một cô gái tông thất nhà Hán làm vợ. Vợ trước của ông là Đỗ Thị ở lại Hạ Bi. Bố bị bao vây, Quan Vũ nhiều lần xin với Thái Tổ (tức Tào Tháo), muốn lấy Đỗ thị làm vợ, Thái Tổ ngờ rằng cô ta có nhan sắc; khi thành hãm, Thái Tổ gặp cô ta, bèn tự nạp cô ta. Nghi Lộc quy hàng, dùng làm Chí trưởng. Khi Lưu Bị chạy đi Tiểu Bái, Trương Phi đi theo ông ta, ghé qua nói với Nghi Lộc rằng: "Người ta lấy vợ mày, mà còn làm trưởng cho hắn, cứ ngây ngô như vậy sao! Theo ta rời đi không?" Nghi Lộc theo ông ta vài dặm, hối hận muốn về, Phi giết ông. Lãng theo mẹ vào ở trong cung của ngài (tức Tào Tháo), Thái Tổ rất yêu mến ông, mỗi khi ăn tiệc, nói với tân khách rằng: "Đời có ai yêu con ghẻ [3] như ta không?"
3. ^  Trần Thọ trước, Bùi Tùng Chi chú – Tam quốc chí quyển 3, Ngụy thư 3 – Minh đế kỷ dẫn Ngư Hoạn – Ngụy lược: Lãng vui chơi ở các nước chư hầu, trải qua các đời Vũ, Văn mà không làm việc gì. Khi Minh đế tức vị, thụ dùng Nội quan, làm Kiêu kỵ tướng quân, Cấp sự trung, mỗi khi xa giá ra vào, Lãng luôn đi theo. Bấy giờ Minh đế hay kiểm tra, nhiều lần lấy lỗi nhỏ mà phán tội chết, Lãng rốt cục không hề can ngăn, lại chưa từng tiến cử một người giỏi nào, đế cũng lấy làm thân ái; mỗi khi hỏi han ông, phần nhiều gọi tiểu tự của ông là A Tô, mấy lần gia thưởng, xây dựng cho ông nhà lớn ở trong kinh thành. Bốn phương tuy biết Lãng không làm được gì, nhưng cho rằng ông gần gũi chí tôn, phần nhiều tặng biếu ông, nên giàu có ngang với công hầu.
4. ^  Trần Thọ – Tam quốc chí quyển 3, Ngụy thư 3 – Minh đế kỷ: Năm Thanh Long đầu tiên... Bảo Tái Tiên Ti đại nhân Bộ Độ Căn với Tiên Ti đại nhân làm phản là Kha Bỉ Năng tư thông, Tịnh Châu thứ sử Tất Quỹ dâng biểu, trình bày xuất quân để ra oai Bỉ Năng ở ngoài, trấn áp Bộ Độ Căn ở trong. Đế xét biểu rằng: "Bộ Độ Căn đã bị Bỉ Năng dụ đỗ, tự có lòng ngờ. Nay Quỹ xuất quân, khiến cho hai bộ kinh sợ hợp làm một, làm sao ra oai hay trấn áp được nữa?" Vội giáng sắc cho Quỹ, đã xuất quân thì thận trọng chớ vượt tái hay qua khỏi Cú Chú [4]. Khi chiếu thư đến, Quỹ đã tiến quân đồn trú Âm Quán, khiển tướng quân Tô Thượng, Đổng Bật truy kích người Tiên Ti. Bỉ Năng khiển con trai đem hơn ngàn kỵ binh đón bộ lạc của Bộ Độ Căn, cùng Thượng, Bật tương ngộ, chiến ở Lâu Phiền, hai tướng mất. Bộ lạc của Bộ Độ Căn đều làm phản mà xuất tái, cùng Bỉ Năng cướp bóc biên thùy. Khiển Kiêu kỵ tướng quân Tần Lãng đem Trung quân đánh dẹp, giặc bèn chạy đi Mạc Bắc... Tháng 10 mùa đông, Đại nhân ở bộ lạc của Bộ Độ Căn là bọn Đái Hồ A Lang Nê đến Tịnh Châu xin hàng, Lãng dẫn quân về.
5. ^  Trần Thọ trước, Bùi Tùng Chi chú – Tam quốc chí quyển 3, Ngụy thư 3 – Minh đế kỷ dẫn Tập Tạc Xỉ – Hán Tấn xuân thu: Đế lấy Yên vương Vũ làm Đại tướng quân, sai cùng bọn Lĩnh quân tướng quân Hạ Hầu Hiến, Vũ vệ tướng quân Tào Sảng, Đồn kỵ hiệu úy Tào Triệu, Kiêu kị tướng quân Tần Lãng phụ chánh. Trung thư giám Lưu Phóng, lệnh Tôn Tư đã lâu được chuyên sủng, với bọn Lãng vốn không thân thiện, sợ về sau bị hại, ngầm mưu tính ly gián, mà Vũ luôn ở bên cạnh đế, nên chưa nói được lời nào. Ngày Giáp thân, đế thở yếu, Vũ xuống điện gọi Tào Triệu bàn bạc, chưa về, mà đế chỉ còn chút hơi thở, một mình Tào Sảng ở đấy. Phóng biết được, gọi Tư cùng mưu tính, Tư nói: "Không thể hành động đâu!" Phóng nói: "Đều sắp vào chảo vạc, không thể làm sao được?" Bèn xông đến trước mặt đế, chảy nước mắt nói: "Bệ hạ thở yếu, nếu như bất húy (nghĩa là chết), sẽ đem thiên hạ giao cho ai?" Đế nói: "Khanh không nghe việc dùng Yên vương à?" Phóng nói: "Bệ hạ quên rằng tiên đế có chiếu sắc, phiên vương không được phụ chánh. Vả bệ hạ đang bệnh, bọn Tào Triệu, Tần Lãng bèn cùng tài nhân hầu bệnh đùa bỡn. Yên vương nắm binh mặt nam, không cho bọn thần vào, đây tức là Thụ Điêu, Triệu Cao vậy. Nay là hoàng tử nhỏ yếu, chưa thể nắm quyền chánh, bên ngoài có giặc giã mạnh tợn, bên trong có dân chúng oán nhọc, bệ hạ không lo xa đến sự còn mất, mà gần gũi với bạn bè cũ. Ủy thác cơ nghiệp tổ tông cho 2, 3 kẻ sĩ tầm thường; nằm bệnh vài ngày, trong ngoài xa cách, xã tắc nguy ngập, mà mình không biết, đây là việc khiến bọn thần đau lòng." Đế nghe lời Phóng, cả giận nói: "Ai có thể đảm nhiệm đây?" Phóng, Tư bèn cử Sảng thay Vũ, lại trình "nên chiếu cho Tư Mã Tuyên vương (tức Tư Mã Ý) được cùng tham gia, đế làm theo. Phóng, Tư ra, Tào Triệu vào, chảy nước mắt cố can, đế sai dừng việc sửa sắc. Triệu ra ngõ, Phóng, Tư rảo bước mà đến, lại thuyết phục đế, đế lại theo lời họ. Phóng nói: "Nên làm thủ chiếu." Đế nói: "Ta bệnh nặng, không thể." Phóng lập tức lên giường, cầm tay đế cưỡng ép làm, rồi ra ngoài, lớn tiếng nói: "Có chiếu miễn quan bọn Yên vương Vũ, không được ở lại trong tỉnh." Vì thế Vũ, Triệu, Hiến, Lãng cùng nhau khóc lóc mà về nhà.
6. ^  Trần Thọ trước, Bùi Tùng Chi chú – Tam quốc chí quyển 3, Ngụy thư 3 – Minh đế kỷ dẫn Lưu Nghĩa Khánh – Thế thuyết tân ngữ: Con Lãng là Tú, tính mạnh mẽ dám nói thẳng, làm bác sĩ thời Tấn Vũ đế.

## TrongTam quốc diễn nghĩa
Tần Lãng là nhân vật nhỏ của tác phẩm, xuất hiện ở hồi 102. Lãng không phải là con nuôi của Tào Tháo, cũng chẳng có chức tước gì, mà chỉ là bộ tướng của Tư Mã Ý. Nhân vật Tần Lãng nhận lệnh cướp trại Thục, ngược lại trúng kế của Gia Cát Lượng, nên tử trận.